# 大通りの店
『大通りの店』（おおどおりのみせ、原題：Obchod na korze, 英題： The Shop on Main Street）は、ホロコーストを題材とした1965年のチェコスロバキア映画。第二次世界大戦中のスロバキア共和国におけるアーリア人化計画を描いている。
1965年度の第38回アカデミー賞外国語映画賞を受賞し、イダ・カミンスカは翌年度の第39回アカデミー賞で主演女優賞にノミネートされた。1965年のカンヌ映画祭に出品された。スティーヴン・シュナイダーの『死ぬまでに観たい映画1001本』に掲載されている。

## あらすじ
第二次世界大戦中、ナチス・ドイツの傀儡国家であるスロバキア第一共和国の小さな町を舞台に、物語は展開する。穏やかな性格のスロバキア人大工・アントン・"トノ"・ブリツコは、地元のファシスト政府で影響力を持つ義兄によって、ユダヤ人の老寡婦 ロゼリア・ラウトノモワが経営する手芸店を「アーリア化」政策の下で引き継ぐよう選ばれる。耳がほとんど聞こえず外界に無関心、かつ混乱気味のラウトノモワに、ブリツコは自分が新しい監督者であることを説明するのに苦労する。そこへブリツコの友人でアーリア化に反対するスロバキア人イムリック・クッチャルが現れ、店の経営が赤字でラウトノモワは寄付で生計を立てていると告げる。クッチャルはラウトノモワにブリツコが助けに来たと伝え、ブリツコを町のユダヤ人コミュニティのリーダーと繋ぐ。コミュニティはブリツコに定期的な給料を支払い、公式のアーリア人管理人として留まるよう依頼する。もしブリツコが辞めれば、より強硬なファシストや反ユダヤ主義者が後任になる可能性があるからだ。ブリツコはラウトノモワに店を続けさせ、自身は彼女の家具を修理したり、顧客対応を不器用に手伝ったりして過ごす。次第に2人は親密な関係を築く。
やがて当局が町のユダヤ人を一斉に集め、別の場所へ強制移送する計画を耳にする。ブリツコはラウトノモワにこの事実を告げず、最初は彼女を隠すことを考える。しかし、移送が始まるとその決意が揺らぐ。酒を飲みながら神経をすり減らし、ラウトノモワを説得し、さらには強制的に通りへ出そうとする。ラウトノモワはようやくポグロムが起きていると気づき、パニックに陥る。ブリツコは店内で彼女を追いかけるが、他のユダヤ人隣人たちが実際に連行されるのを見て立ち止まり、恥ずかしさを感じる。兵士たちが店に向かってくるのを見たブリツコは、錯乱状態のラウトノモワをクローゼットに押し込んで隠す。兵士たちは窓から覗くだけで通り過ぎる。ブリツコがクローゼットのドアを開けると、ラウトノモワの遺体がそこにあり、打ちのめされたブリツコは自ら首を吊る。映画は、死後のラウトノモワとブリツコが町の広場で一緒に走り、踊る幻想的なシーンで終わる。

## キャスト
| 俳優                                         | 役                                                                         |
| -------------------------------------------- | -------------------------------------------------------------------------- |
| ヨゼフ・クローナー（1924–1998）              | アントン”トノ”ブリツコ、大工、非ユダヤ人                                   |
| イダ・カミンスカ（1899–1980）                | ロゼリア・ラウトノモワ、手芸店の店主、ユダヤ人                             |
| ハナ・スリフコワ（1923–1984）                | エヴェリナ・ブリツコヴァ、トノの妻                                         |
| マーティン・ホーリー・シニア (1904–1965)     | イムリック・クッチャル、トノとロゼリアの友人であり、レジスタンスのメンバー |
| フランチシェク・ズヴァーリク(1921–2008)      | マルクス・コルコツキー、トノの義理の弟で町の司令官                         |
| エレナ・パポヴァ＝ズヴァリコヴァ (1935–1974) | ルジェナ・“ロジカ”・コルコツカ、マルクスの妻、エヴェリナの妹               |
| アダム・マテイカ（1905–1988）                | ピティ、町の広報係                                                         |
| マルティン・グレゴール（1906–1982）          | カッツ、理髪師                                                             |
| フランティシェク・パップ（1930–1983）        | アンドリッチさん、ロザリアの隣人で鉄道員の                                 |
| ギータ・ミシュロヴァ（1929年生まれ）         | アンドリーチョヴァ夫人、アンドリーッチ氏の妻                               |
| オイゲン・セナイ（1901–1981）                | ブラウ、出版者でありユダヤ人コミュニティの会計係でもある                   |
| ルイザ・グロソヴァ（1917–1981）              | エリアショバ夫人、ロザリアの隣人                                           |
| J. ミッテルマン                              | ダニエル"ダンコ"エリアシュ、エリアショヴァ夫人の息子                       |
| ミクラシュ・ラジンスキー (1923–1987)         | マリアン・ピーター、準軍事警備隊員                                         |
| アロイズ・クラマール（1916–1985）            | バルコおじさん、ブラスバンドの指揮者                                       |
| ティボール・ヴァダシュ（1908–1987）          | タバコ屋                                                                   |

## 製作
本作はチェコスロバキア社会主義共和国とユーゴスラビア社会主義連邦共和国の共同製作である。この協力は、チェコスロバキア国内での資金調達や物流支援の困難によるものだった。ユーゴスラビアは資金援助と、物語の戦時中のスロバキアの設定に近いロケ地を提供した。主な撮影地はスロバキアの風光明媚なサビノフ村で、映画に描かれた架空の町の理想的な舞台となった。

### 脚本
脚本はチェコ語とスロバキア語の２か国語で書かれた経緯がある。脚本家のラディスワフ・グロスマン（1921年–1981年）はスロバキアで生まれ育ち、この時期はチェコ語で執筆していた。1962年にチェコ語で短編小説”Past”を発表し、これが本作の原型となり、最終的に映画に反映された3つのテーマを含んでいた。グロスマンはこの物語をチェコ語で改稿・拡張し、1964年に文学的叙述形式の脚本として『大通りの店』（原題：Obchod na korze）を出版した。この版には映画版のストーリーラインが含まれていたが、典型的な（アメリカ式の）脚本形式ではなかった。グロスマンは、指定された監督ヤン・カダールとエルマール・クロスと協力し、スロバキア語のセリフを含む撮影用脚本に仕上げた。映画で使用された言語はスロバキア語が主で、イディッシュ語（時に誤ってドイツ語とされる）のセリフがラウトノモワが独り言でつぶやく数行にのみ存在する。夫人のシドゥール（ユダヤ教の祈祷書）からのヘブライ語の朗読は不明瞭である。

### 撮影
『大通りの店』は、スロバキア北東部のサビノフの町でロケ撮影され、数多くの地元エキストラが出演した。彼らの声には、スロバキア東部地域特有の方言が微妙に混じる。イダ・カミンスカのポーランド訛りも同様の効果を狙って活用された。

### 音楽
音楽はズデネク・リシュカによって作曲された。1940年代のチェコスロバキアで一般的だった伝統的なブラスバンドスタイルの音楽を取り入れている。サウンドトラックは米国でレコードとして発売され、チェコスロバキア映画のサウンドトラックとしては初の事例となった。

## 評価
公開当時の批評家は、過酷な状況下での人間の精神の深い探求を称賛した。Rotten Tomatoesでは、15件のレビューに基づき100%の支持率を獲得し、平均スコアは9.0/10である。本作は、ユーモアと悲劇の微妙なバランスを巧みに操り、暗いユーモアを用いて状況の不条理さを際立たせた点で特に高く評価された。

### 受賞とノミネート
| 賞                             | 部門                     | 対象                                | 結果       |
| ------------------------------ | ------------------------ | ----------------------------------- | ---------- |
| アカデミー賞                   | 外国語映画賞             | 『大通りの店』                      | 受賞       |
| アカデミー賞                   | 主演女優賞               | イダ・カミンスカ                    | ノミネート |
| カンヌ国際映画祭               | パルム・ドール           | 『大通りの店』                      | ノミネート |
| カンヌ国際映画祭               | 特別表彰（演技）         | イダ・カミンスカ ユーゼフ・クロネル | 受賞       |
| ゴールデングローブ賞           | 主演女優賞（ドラマ部門） | イダ・カミンスカ                    | ノミネート |
| ニューヨーク映画批評家協会賞   | 外国語映画賞             | 『大通りの店』                      | 受賞       |
| ニューヨーク映画批評家協会賞   | 監督賞                   | ヤン・カダール エルマール・クロス   | ノミネート |
| カンザスシティ映画批評家協会賞 | 外国語映画賞             | 『大通りの店』                      | 受賞       |